# Liste schottischer Lochs
Loch (Aussprache [lɔx], mit kehligem «ch») ist das schottisch-gälische Wort für einen See, eine Meeresbucht oder einen Fjord (englisch Firth). Das Wort entstammt dem altirischen loch, rekonstruierte indogermanische Wurzel wäre *laku-, wie in lateinisch lacus, engl. lake.
In Schottland werden die meisten Wasserflächen Loch genannt. Dies gilt für nichtfließende Gewässer aller Art, egal ob es sich um natürliche Binnenseen, Stauseen oder Meeresarme handelt. Kleinere Seen werden zum Teil auch als Lochan, selten als Lochie bezeichnet; wiederum gibt es einige wenige größere Seen, die trotz ihrer Ausdehnung Lochan genannt werden. Eine Definition, ab welcher Größe ein See wie zu bezeichnen ist, existiert nicht.
Die folgende Liste führt die bedeutendsten nichtfließenden Gewässer in Schottland auf – also auch jene relativ seltenen Ausnahmen, deren Namen nicht die Bezeichnung Loch oder eine davon abgeleitete Form enthalten.

## Süßwasser-Lochs

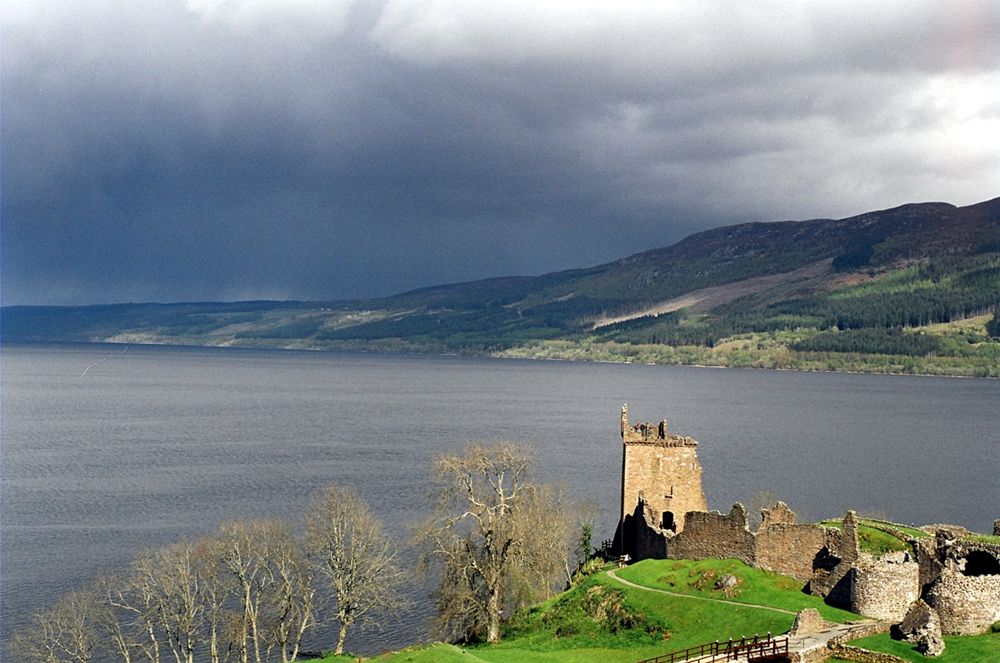
Loch Ness

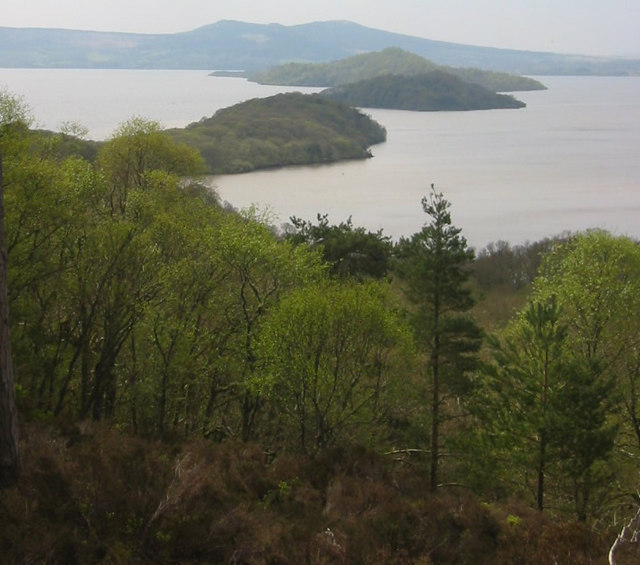
Loch Lomond

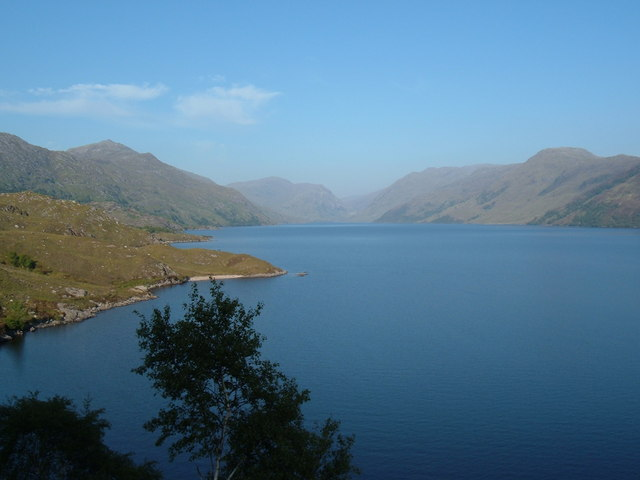
Loch Morar

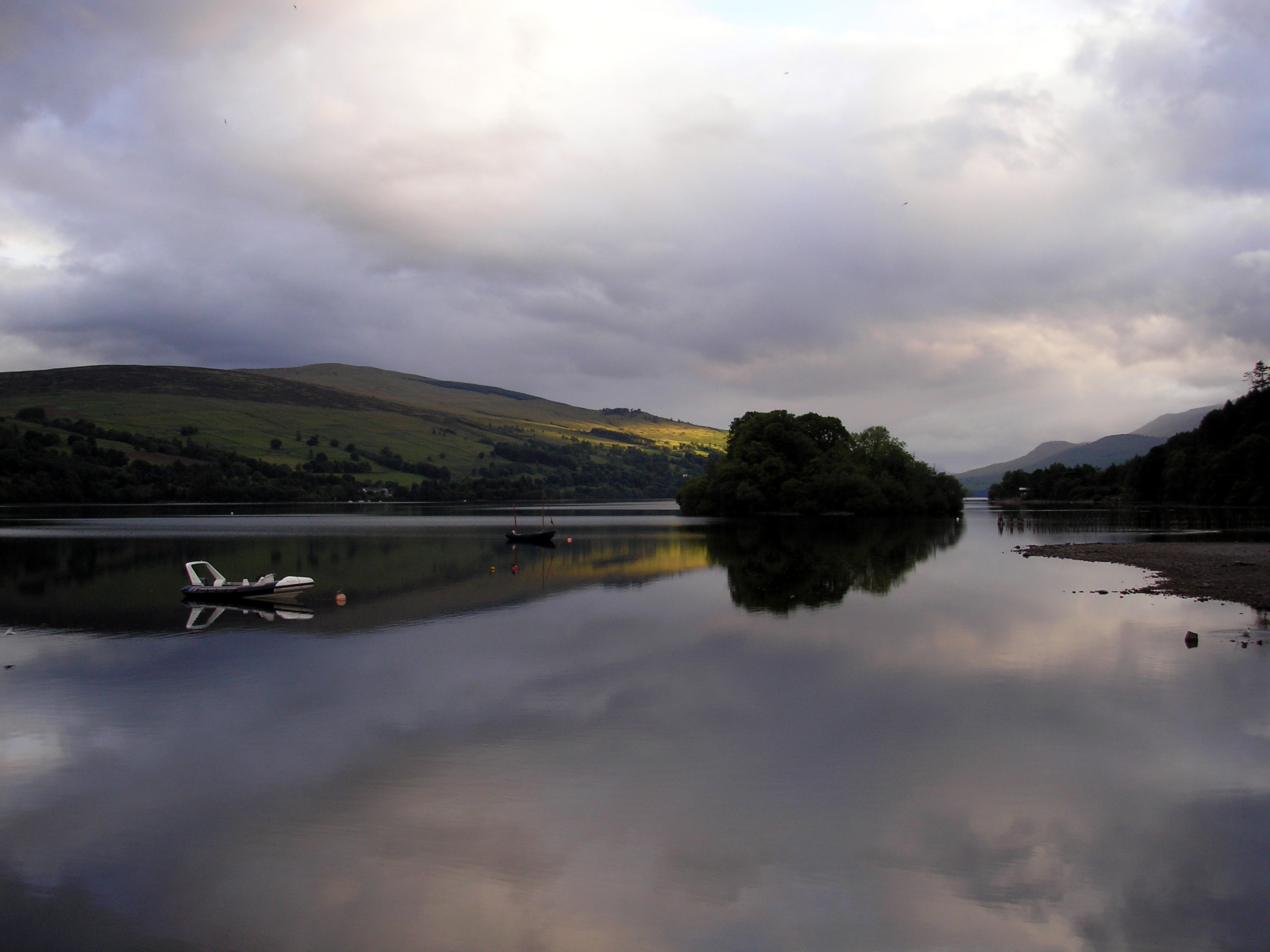
Loch Tay

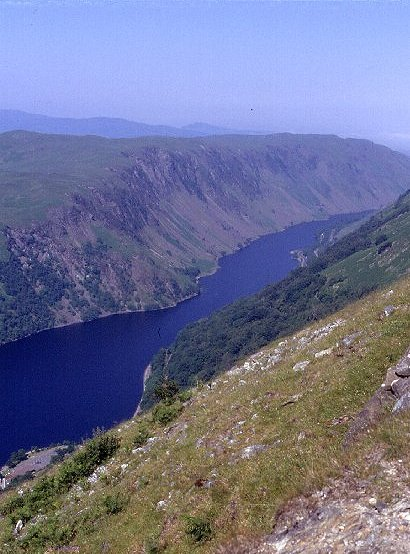
Loch Awe

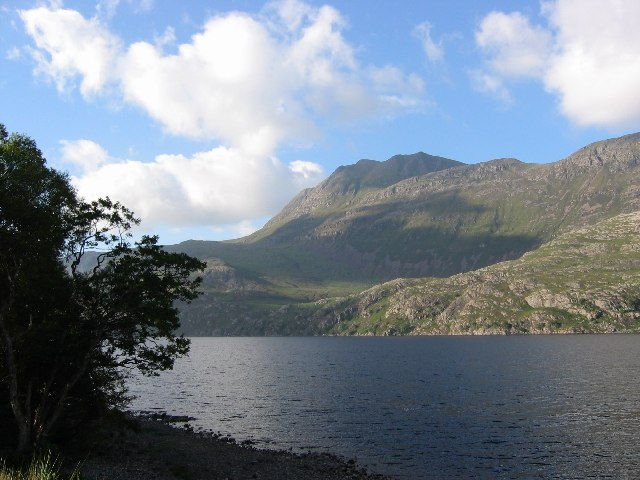
Loch Maree

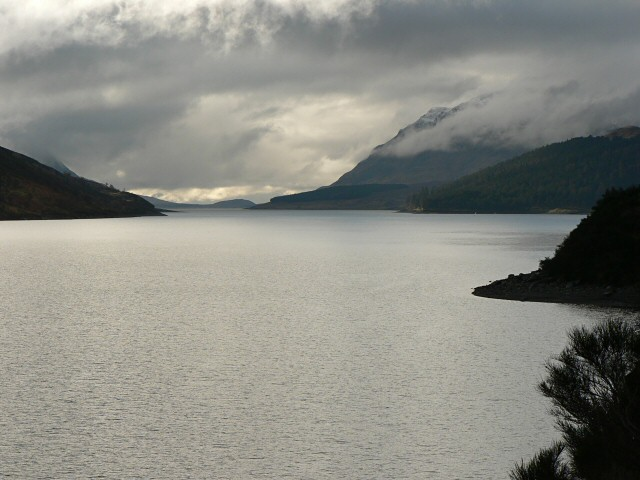
Loch Ericht

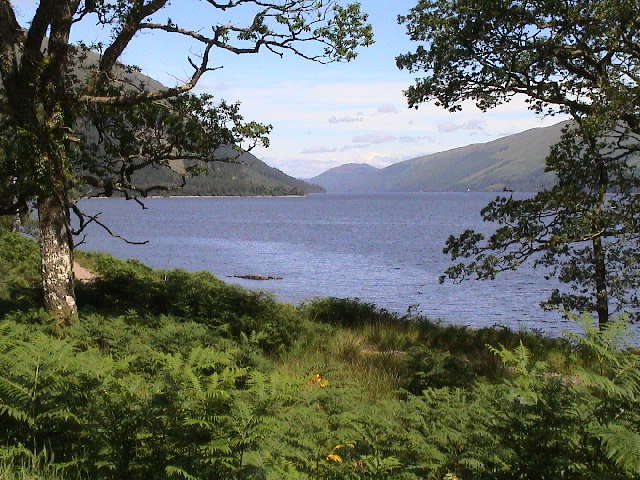
Loch Lochy

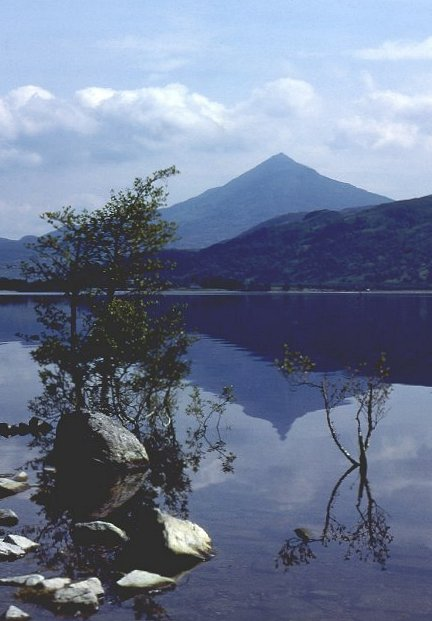
Loch Rannoch

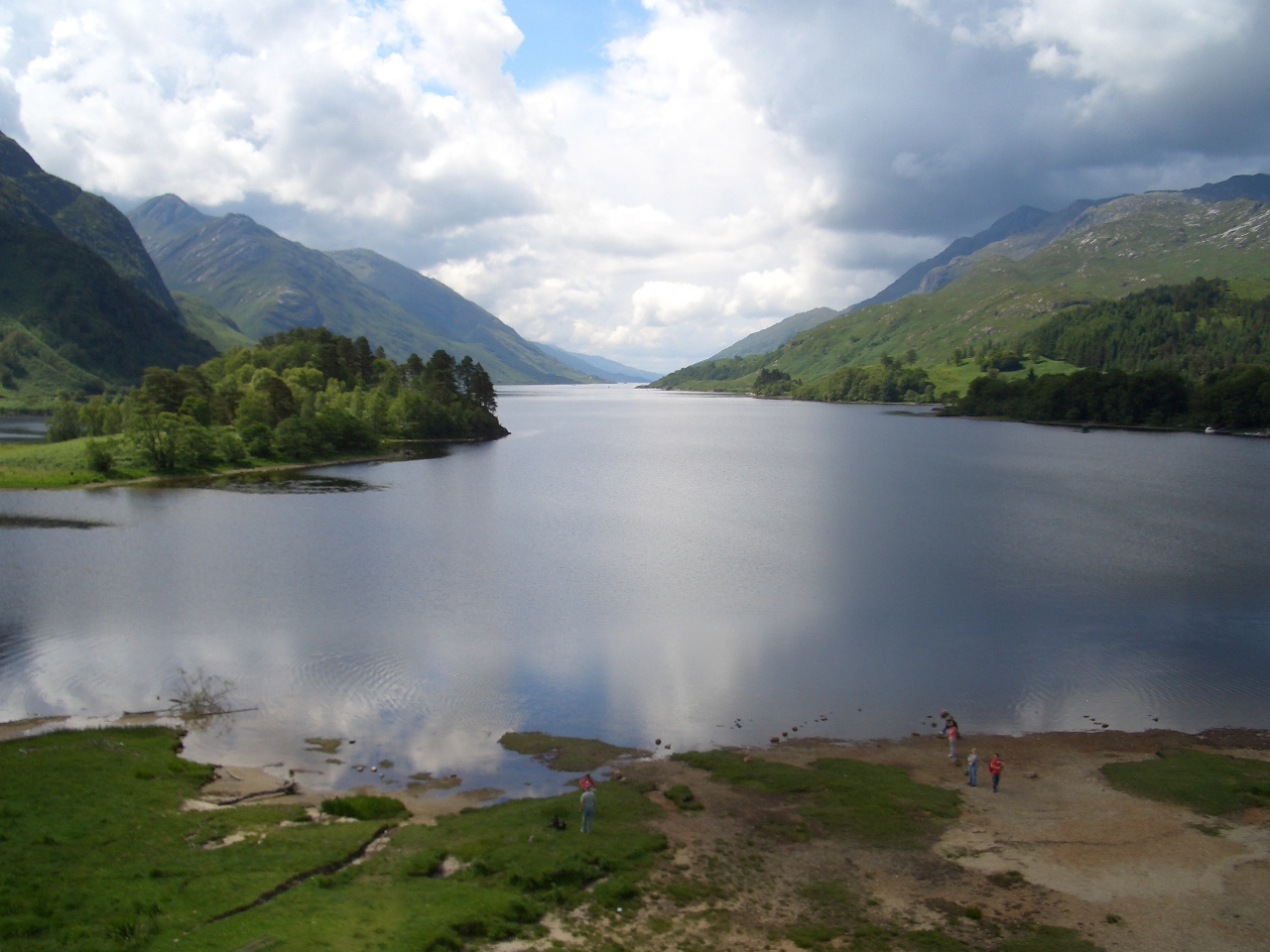
Loch Shiel

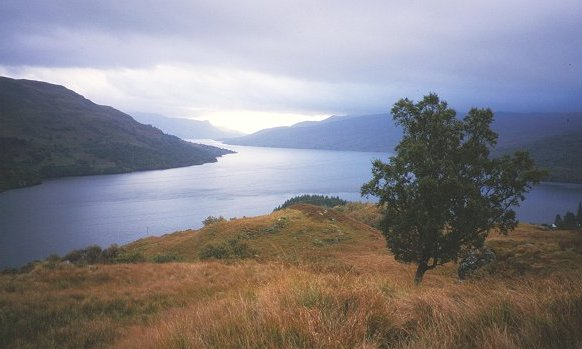
Loch Katrine

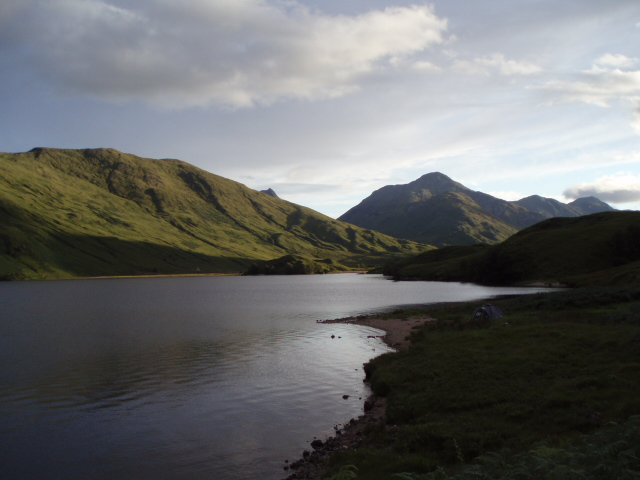
Loch Arkaig

### Größte Süßwasser-Lochs
Legende: Dunkelgelb = höchster Wert in dieser Kategorie / Mittelgelb = zweithöchster Wert in dieser Kategorie
| Loch         | Volumen km³ | Oberfläche km² | Länge km | Max. Tiefe m | Mittlere Tiefe m |
| ------------ | ----------- | -------------- | -------- | ------------ | ---------------- |
| Loch Ness    | 7,4         | 56             | 37       | 230          | 132              |
| Loch Lomond  | 2,6         | 71             | 36       | 190          | 37               |
| Loch Morar   | 2,3         | 27             | 19       | 310          | 87               |
| Loch Tay     | 1,6         | 26             | 23       | 150          | 61               |
| Loch Awe     | 1,2         | 39             | 37       | 94           | 32               |
| Loch Lochy   | 1,2         | 17             | 16       | 162          | 70               |
| Loch Maree   | 1,1         | 29             | 20       | 114          | 38               |
| Loch Ericht  | 1,1         | 19             | 23       | 156          | 58               |
| Loch Rannoch | 1,0         | 19             | 16       | 134          | 51               |
| Loch Shiel   | 0,9         | 20             | 28       | 128          | 41               |
| Loch Katrine | 0,8         | 12             | 13       | 151          | 43               |
| Loch Arkaig  | 0,7         | 16             | 19       | 109          | 47               |

### Alphabetische Übersicht

#### A
| Name                     | Council Area          |
| ------------------------ | --------------------- |
| Loch of Aboyne           | Aberdeenshire         |
| Loch Achall              | Highland              |
| Loch Achanalt            | Highland              |
| Loch Achilty             | Highland              |
| Lochan na h-Achlaise     | Highland              |
| Loch Achnamoine          | Highland              |
| Loch Achray              | Stirling              |
| Loch Achtriochtan        | Highland              |
| Loch Affric              | Highland              |
| Loch Ailsh               | Highland              |
| Loch na h-Airigh Slèibhe | Highland              |
| Loch Airigh na Ceardaich | Na h-Eileanan Siar    |
| Loch Àirigh na Lic       | Na h-Eileanan Siar    |
| Loch of Aithsness        | Shetland              |
| Loch Allan               | Argyll and Bute       |
| Loch Allt na h-Airbe     | Highland              |
| Lochan Allt na Mult      | Argyll and Bute       |
| Loch an Alltan Fheàrna   | Highland              |
| Loch Alvie               | Highland              |
| An Dubh-loch             | Highland              |
| An Dubh-loch             | Highland              |
| Loch Anna                | Highland              |
| Antermony Loch           | East Dunbartonshire   |
| Loch Ard                 | Stirling              |
| Loch Arichlinie          | Highland              |
| Loch Arienas             | Argyll and Bute       |
| Loch Arkaig              | Highland              |
| Loch Arklet              | Stirling              |
| Loch Arthur              | Dumfries and Galloway |
| Loch Ashie               | Highland              |
| Loch Aslaich             | Highland              |
| Loch Assynt              | Highland              |
| Loch of Asta             | Shetland              |
| Auchenreoch Loch         | Dumfries and Galloway |
| Auchintaple Loch         | Angus                 |
| Loch nan Auscot          | Highland              |
| Loch Avich               | Argyll and Bute       |
| Loch Avon                | Moray                 |
| Loch Awe                 | Argyll and Bute       |

#### B
| Name                     | Council Area        |
| ------------------------ | ------------------- |
| Loch Bà                  | Highland            |
| Loch Ba                  | Highland            |
| Loch Bad a’ Chrotha      | Na h-Eileanan Siar  |
| Loch Bad a’ Ghaill       | Na h-Eileanan Siar  |
| Loch Bad an Sgalaig      | Na h-Eileanan Siar  |
| Loch Badanloch           | Highland            |
| Loch Baile a’ Ghobhainn  | Argyll and Bute     |
| Balgavies Loch           | Argyll and Bute     |
| Bardowie Loch            | East Dunbartonshire |
| Loch Beag                | Na h-Eileanan Siar  |
| Loch Beanie              | Perth and Kinross   |
| Loch Beinn a’ Mheadhoin  | Highland            |
| Loch Beoraid             | Highland            |
| Loch a’ Bhaid-Luachraich | Na h-Eileanan Siar  |
| Loch a’ Bhàillidh        | Argyll and Bute     |
| Loch a’ Bhainne          | Highland            |
| Loch Bhaltois            | Na h-Eileanan Siar  |
| Loch a’ Bharpa           | Highland            |
| Loch Bhatandiob          | Na h-Eileanan Siar  |
| Loch a’ Bhealaich        | Highland            |
| Loch Bheireagbhat        | Highland            |
| Loch Bhradain            | Highland            |
| Loch a’ Bhraoin          | Na h-Eileanan Siar  |
| Loch Bruadale            | Na h-Eileanan Siar  |
| Loch a’ Bhuird           | Highland            |
| Lochan na Bì             | Argyll and Bute     |
| Birki Water              | Shetland            |
| Birnie Loch              | Fife                |
| Bishop Loch (Coatbridge) | North Lanarkshire   |
| Black Loch               | Fife                |
| Loch Bradan              | South Ayrshire      |
| Loch of Brow             | Shetland            |

#### C
| Name                    | Council Area          |
| ----------------------- | --------------------- |
| Loch Calavie            | Highland              |
| Loch Calder             | Highland              |
| Loch Callater           | Aberdeenshire         |
| Loch Cam                | Argyll and Bute       |
| Loch Coaldair           | Highland              |
| Loch Caravat            | Highland              |
| Carlingwark Loch        | Dumfries and Galloway |
| Cash Loch               | Fife                  |
| Castle Loch             | Dumfries and Galloway |
| Castle Loch (Lochmaben) | Dumfries and Galloway |
| Castle Semple Loch      | Renfrewshire          |
| Loch na Ceithir-Eileana | Na h-Eileanan Siar    |
| Loch Ceo-Glas           | Highland              |
| Loch a’ Chlachain       | Na h-Eileanan Siar    |
| Loch a’ Chlachain       | Highland              |
| Loch a’ Chladaich       | Highland              |
| Lochan Choire na Cloich | Argyll and Bute       |
| Loch Choire             | Highland              |
| Loch a’ Choire          | Highland              |
| Loch Chon               | Stirling              |
| Loch a’ Chonnachair     | Highland              |
| Loch a’ Chreachain      | Agryl and Bute        |
| Loch a’ Chroisg         | Na h-Eileanan Siar    |
| Loch a’ Chuillin        | Na h-Eileanan Siar    |
| Loch Clair              | Na h-Eileanan Siar    |
| Loch na Claise Fearna   | Highland              |
| Clatteringshaws Loch    | Dumfries and Galloway |
| Loch of Clickimnin      | Shetland              |
| Loch of Cliff           | Shetland              |
| Clings Water            | Shetland              |
| Loch of Clousta         | Shetland              |
| Loch Cluanie            | Highland              |
| Clubbi Shuns            | Shetland              |
| Loch of Clunie          | Perth and Kinross     |
| Loch na Coinnich        | Highland              |
| Loch Coire nam Mang     | Highland              |
| Loch of Collaster       | Shetland              |
| Loch Con                | Perth and Kinross     |
| Cornish Loch            | South Ayrshire        |
| Loch Corr               | Argyll and Bute       |
| Loch Coruisk            | Highland              |
| Loch na Craige          | Perth and Kinross     |
| Loch of Craiglush       | Perth and Kinross     |
| Loch Crann              | Na h-Eileanan Siar    |
| Loch na Craobhaig       | Na h-Eileanan Siar    |
| Loch na Creige Duibhe   | Highland              |
| Loch na Creige Leithe   | Highland              |
| Cro Croisdaig           | Na h-Eileanan Siar    |
| Loch Crocach            | Highland              |
| Loch Crogavat           | Highland              |
| Crombie Reservoir       | Angus                 |
| Loch Crunachdan         | Highland              |
| Loch Cuaich             | Highland              |
| Cùl Àirigh a’ Flod      | Na h-Eileanan Siar    |
| Loch Culag              | Highland              |
| Cults Loch              | Dumfries und Galloway |

#### D
| Name                          | Council Area          |
| ----------------------------- | --------------------- |
| Loch an Daimh                 | Argyll and Bute       |
| Loch an Daimh                 | Na h-Eileanan Siar    |
| Loch an Daimh                 | Highland              |
| Loch an Daimh                 | Perth and Kinross     |
| Loch Dallas                   | Moray                 |
| Loch Damh                     | Na h-Eileanan Siar    |
| Loch Davan                    | Aberdeenshire         |
| Loch Deas Phoirt              | Na h-Eileanan Siar    |
| Loch Dee                      | Dumfries and Galloway |
| Loch na Dèighe fo Dheas       | Highland              |
| Loch Deoravat                 | Highland              |
| Loch Derclach                 | East Ayshire          |
| Loch Derculich                | Perth and Kinross     |
| Loch an Dherue                | Highland              |
| Dhomhnail Bhig                | Na h-Eileanan Siar    |
| Lochan Dhu                    | Argyll and Bute       |
| Loch Diobadail                | Na h-Eileanan Siar    |
| Loch Dochard                  | Argyll and Bute       |
| Loch Dochart                  | Perth and Kinross     |
| Loch Dochfour                 | Highland              |
| Loch Doile                    | Argyll and Bute       |
| Loch Doine                    | Perth and Kinross     |
| Loch Doire nam Mart           | Argyll and Bute       |
| Loch Doon                     | East Ayrshire         |
| Loch Dornal                   | East Ayrshire         |
| Loch an Draig                 | Na h-Eileanan Siar    |
| Loch an Droighinn             | Argyll and Bute       |
| Loch Droma                    | Highland              |
| Loch Druidibeag               | Na h-Eileanan Siar    |
| Loch Druim a’ Chliabhain      | Highland              |
| Loch Druim Suardalain         | Highland              |
| Loch nan Druimnean            | Argyll and Bute       |
| Loch of Drumellie             | Perth and Kinross     |
| Loch Drumlamford              | East Ayrschire        |
| Pond of Drummond              | Perth and Kinross     |
| Loch Drunkie                  | Stirling              |
| Loch Duartmore                | Highland              |
| Dubh Loch                     | Aberdeenshire         |
| Dubh Loch                     | Argyll and Bute       |
| Dubh Loch                     | Argyll and Bute       |
| Dubh Loch                     | Äußere Hebriden       |
| Dubh Loch Beag                | Highland              |
| Dubh Loch Mór                 | Highland              |
| Dubh-loch na Creige Riabhaich | Highland              |
| Dubh Lochain                  | Highland              |
| Dubh Lochan                   | Stirling              |
| Loch Dubh                     | Highland              |
| Loch Dubh                     | Äußere Hebriden       |
| Loch Dubh                     | Highland              |
| Loch Dubh                     | Highland              |
| Loch Dubh                     | Highland              |
| Loch Dubh                     | Highland              |
| Loch Dubh                     | Highland              |
| Loch Dubh a Chuail            | Highland              |
| Loch Dubh an Iònaire          | Äußere Hebriden       |
| Loch Dubh Cnoc na File        | Äußere Hebriden       |
| Loch Dubh Cùl na Beinne       | Highland              |
| Loch Dubh Gorm Levat          | Äußere Hebriden       |
| Loch Dubh-mór                 | Argyll and Bute       |
| Loch Dubh Shleiteabhal        | Äußere Hebriden       |
| Lochan Dubh                   | Highland              |
| Lochan Dubh                   | Highland              |
| Lochan Dubh                   | Argyll and Bute       |
| Lochan Dubh                   | Argyll and Bute       |
| Lochan Dubh                   | Highland              |
| Lochan Dubh                   | Highland              |
| Lochan Dubh Cadhafuaraich     | Highland              |
| Lochan Dubh Cùl na h-Amaite   | Highland              |
| Lochan Dubh nan Geodh         | Highland              |
| Lochan Dubh Torr an Tairbeirt | Highland              |
| Duddingston Loch              | Edinburgh             |
| Loch Dùghaill                 | Highland              |
| Loch Dughail                  | Na h-Eileanan Siar    |
| Loch an Duin                  | Highland              |
| Loch an Duin                  | Perth and Kinross     |
| Loch an Duna                  | Na h-Eileanan Siar    |
| Dunalastair Water             | Perth and Kinross     |
| Loch Dungeon                  | Dumfries and Galloway |
| Dunsapie Loch                 | Edinburgh             |
| Loch Duntelchaig              | Highland              |

#### E
| Name                   | Council Area                     |
| ---------------------- | -------------------------------- |
| Lochan na h-Eaglais    | Highland                         |
| Loch nan Ealachan      | Highland                         |
| Lochan na h-Earba      | Highland                         |
| Loch Earn              | Dumfries and Galloway / Stirling |
| Lochan Ederline        | Argyll and Bute                  |
| Edgelaw Reservoir      | Midlothian                       |
| Eela Water             | Shetland                         |
| Loch Eck               | Argyll and Bute                  |
| Loch Eigheach          | Perth and Kinross                |
| Loch an Eilean         | Highland                         |
| Loch Eilde Mor         | Highland                         |
| Loch Eileach Mhic’ille | Na h-Eileanan Siar               |
| Loch Eilt              | Highland                         |
| Loch Einich            | Highland                         |
| Loch Eldrig            | Highland                         |
| Loch Enoch             | Dumfries and Galloway            |
| Loch Ericht            | Highland / Perth and Kinross     |
| Loch Errochty          | Perth and Kinross                |
| Loch Ettrick           | Dumfries and Galloway            |
| Loch Essan             | Perth and Kinross                |
| Loch Etchachan         | Aberdeenshire                    |
| Loch nan Eun           | Perth and Kinross                |
| Loch nan Eun           | Highland                         |
| Loch nan Eun           | Highland                         |
| Loch Eye               | Highland                         |

#### F
| Name              | Council Area       |
| ----------------- | ------------------ |
| Loch Fad          | Argyll and Bute    |
| Loch Fada         | Argyll and Bute    |
| Loch Fada         | Highland           |
| Loch Fada         | Argyll and Bute    |
| Loch Fada         | Äußere Hebriden    |
| Loch Fada         | Äußere Hebriden    |
| Lochan Fada       | Na h-Eileanan Siar |
| Loch Fadagoa      | Na h-Eileanan Siar |
| Fairy Lochs       | Highland           |
| Loch Fannich      | Highland           |
| Loch nam Faoileag | Na h-Eileanan Siar |
| Loch Faskally     | Perth and Kinross  |
| Loch Fender       | Perth and Kinross  |
| Loch Fiag         | Highland           |
| Loch Fiart        | Argyll and Bute    |
| Loch Fingask      | Perth and Kinross  |
| Lochan Finlas     | East Ayrshire      |
| Loch Fionn        | Na h-Eileanan Siar |
| Loch Fionn        | Highland           |
| Loch Fithie       | Angus              |
| Loch Fitty        | Fife               |
| Loch Fleet        | Perth and Kinross  |
| Loch of Flugarth  | Shetland           |
| Loch of Forfar    | Angus              |
| Loch Freuchie     | Perth and Kinross  |
| Lochan Frisa      | Argyll and Bute    |
| Loch Fyntalloch   | Highland           |

#### G
| Name                      | Council Area          |
| ------------------------- | --------------------- |
| Loch nan Gabhar           | Argyll and Bute       |
| Loch nan Gabhar           | Highland              |
| Gaddon Loch               | Fife                  |
| Lochan Gainmheich         | Na h-Eileanan Siar    |
| Loch Gamhna               | Highland              |
| Loch nan Garbh Chlachan   | Highland              |
| Loch na Garbh-Abhuinn     | Highland              |
| Loch Garbhaig             | Na h-Eileanan Siar    |
| Loch Garve                | Highland              |
| Loch Garry                | Highland              |
| Loch Garry                | Perth and Kinross     |
| Gartmorn Dam              | Clackmannanshire      |
| Loch Garve                | Na h-Eileanan Siar    |
| Loch an Gead              | Na h-Eileanan Siar    |
| Loch Geal                 | West Dunbartonshire   |
| Loch na Gealaich          | Argyll and Bute       |
| Loch nan Geireann         | Na h-Eileanan Siar    |
| Loch nan Geireann         | Na h-Eileanan Siar    |
| Loch Gelly                | Fife                  |
| Loch a’ Ghlinne-Dorcha    | Highland              |
| Loch a’ Ghonhainn         | Na h-Eileanan Siar    |
| Loch a’ Ghriamma          | Highland              |
| Loch Ghuilbinn            | Highland              |
| Loch Giorra               | Perth and Kinross     |
| Loch of Girlsta           | Shetland              |
| Gladhouse Reservoir       | Midlothian            |
| Loch Glass                | Na h-Eileanan Siar    |
| Loch Gleann a’ Bhearraidh | Argyll and Bute       |
| Loch Glow                 | Fife                  |
| Grom Loch Mor             | Highland              |
| Loch Gowan                | Na h-Eileanan Siar    |
| Loch Grannoch             | Dumfries and Galloway |
| Grass Water               | Shetland              |
| Loch Gruineabhat          | Na h-Eileanan Siar    |
| Gryfe Reservoir           | Renfrewshire          |

#### H
| Name               | Council Area          |
| ------------------ | --------------------- |
| Lochan Hakel       | Highland              |
| Hallhills Loch     | Dumfries and Galloway |
| Loch Haluim        | Highland              |
| Harlaw Reservoir   | Edinburgh             |
| Loch of Harray     | Orkney                |
| Loch Harrow        | Dumfries and Galloway |
| Headshaw Loch      | Scottish Borders      |
| Loch Heilen        | Highland              |
| Hellmoor Loch      | Scottish Borders      |
| Loch Hempriggs     | Highland              |
| Hen Pool           | Scottish Borders      |
| Loch Heron         | Dumfries and Galloway |
| Hightae Mill Loch  | Dumfries and Galloway |
| Hogganfield Loch   | City of Glasgow       |
| Hoglinns Water     | Orkney                |
| Loch Hoil          | Perth and Kinross     |
| Loch Hope          | Highland              |
| Loch Horn          | Highland              |
| Hoselaw Loch       | Scottish Borders      |
| Loch Hosta         | Na h-Eileanan Siar    |
| Loch of Hostigates | Shetland              |
| Loch Howie         | Dumfries and Galloway |
| Loch Humphrey      | West Dunbartonshire   |
| Loch Huna          | Na h-Eileanan Siar    |
| Loch of Hundland   | Orkney                |

#### I; J; K
| Name               | Council Area          |
| ------------------ | --------------------- |
| Loch ’ic Colla     | Na h-Eileanan Siar    |
| Loch Inbhir        | Highland              |
| Loch Insh          | Highland              |
| Loch of Isbister   | Highland              |
| Loch Iubhair       | Perth and Kinross     |
| Loch Kander        | Aberdeenshire         |
| Loch Katrine       | Stirling              |
| Loch Kemp          | Highland              |
| Loch Ken           | Dumfries and Galloway |
| Loch Kennard       | Perth and Kinross     |
| Loch Kernsary      | Na h-Eileanan Siar    |
| Loch Kilbirnie     | East Ayrshire         |
| Loch Kilcheran     | Argyll and Bute       |
| Loch Kilchoan      | Argyll and Bute       |
| Kilconquhar Loch   | Fife                  |
| Loch of Killimster | Highland              |
| Loch Killin        | Highland              |
| Loch Kindar        | Highland              |
| Loch Kinellan      | Na h-Eileanan Siar    |
| Kinghorn Loch      | Fife                  |
| Loch Kinord        | Aberdeenshire         |
| Loch of Kirbister  | Orkney                |
| Kirk Dam           | Argyll and Bute       |
| Kirk Loch          | Dumfries and Galloway |
| Kirriereoch Loch   | Highland              |
| Loch Knockie       | Highland              |

#### L
| Name                 | Council Area                |
| -------------------- | --------------------------- |
| Loch Laggan          | Highland                    |
| Loch an Laghair      | Highland                    |
| Loch Laicheard       | Highland                    |
| Loch Laide           | Perth and Kinross           |
| Loch Laidon          | Perth and Kinross, Highland |
| Lochan na Lairige    | Perth and Kinross           |
| Loch Langavat        | Na h-Eileanan Siar          |
| Loch Langavat        | Na h-Eileanan Siar          |
| Loch Langavat        | Na h-Eileanan Siar          |
| Loch Langavat        | Na h-Eileanan Siar          |
| Loch Langavat        | Na h-Eileanan Siar          |
| Loch nan Lann        | Highland                    |
| Loch Leitir Easaidh  | Highland                    |
| Loch na Leitreach    | Na h-Eileanan Siar          |
| Loch Leodasaigh      | Highland                    |
| Loch an Leoid        | Argyll and Bute             |
| Loch Leven           | Perth and Kinross           |
| Loch Liath           | Highland                    |
| Lindores Loch        | Fife                        |
| Linlithgow Loch      | West Lothian                |
| Loch of Lintrathan   | Angus                       |
| Loch of Littlester   | Shetland                    |
| Loch Loch            | Perth and Kinross           |
| Lochaber Loch        | Highland                    |
| Lochenbreck Loch     | Na h-Eileanan Siar          |
| Lochindorb           | Moray                       |
| Lochinver            | Highland                    |
| Lochmill Loch        | Fife                        |
| Lochnagar            | Aberdeenshire               |
| Lochnaw Loch         | Wigtown                     |
| Lochrutton Loch      | Highland                    |
| Loch Lochy           | Highland                    |
| Loch Lomond          | Stirling, Argyll and Bute   |
| Loch Long            | Angus                       |
| Loch an Losgainn Mor | Argyll and Bute             |
| Loch nan Losganan    | Highland                    |
| Loch of the Lowes    | Perth and Kinross           |
| Loch of the Lowes    | Scottish Borders            |
| Loch Loyal           | Highland                    |
| Loch Loyne           | Highland                    |
| Loch Lubnaig         | Stirling                    |
| Loch Luichart        | Highland                    |
| Loch Lundie          | Highland                    |
| Loch Lungard         | Na h-Eileanan Siar          |
| Loch Lunn da-Bhra    | Highland                    |
| Loch Lure            | East Ayrshire               |
| Loch Lurgainn        | Na h-Eileanan Siar          |
| Loch Lyon            | Perth and Kinross           |

#### M
| Name                         | Council Area          |
| ---------------------------- | --------------------- |
| Loch Maberry                 | Dumfries and Galloway |
| Loch Macaterick              | Ayrshire              |
| Loch Magharaidh              | Highland              |
| Loch Magillie                | Dumfries and Galloway |
| Loch Mahaick                 | Stirling              |
| Maiden Loch                  | Highland              |
| Loch Mallachie               | Highland              |
| Loch Màma                    | Highland              |
| Loch Mannoch                 | Dumfries and Galloway |
| Manse Loch                   | Highland              |
| Many Lochs                   | Highland              |
| Loch na Maoile               | Highland              |
| Loch Maovally                | Highland              |
| Loch Maragan                 | Perth and Kinross     |
| Loch Maree                   | Highland              |
| Marlee Loch                  | Perth and Kinross     |
| Martnaham Loch               | Ayrshire              |
| Loch Meadie                  | Highland              |
| Loch Meadaidh                | Highland              |
| Loch Meadie                  | Highland              |
| Loch Meadie                  | Highland              |
| Loch Meadie, Bettyhill       | Highland              |
| Loch Meala                   | Highland              |
| Loch Meall Dheirgidh         | Highland              |
| Loch Meall a’ Bhùirich       | Highland              |
| Meall Mhor Loch              | Argyll and Bute       |
| Lochan Meall an t-Suidhe     | Highland              |
| Lochain Meallan a’ Chuail    | Highland              |
| Loch Meig                    | Highland              |
| Meikle Loch                  | Aberdeenshire         |
| Loch Meldalloch              | Argyll and Bute       |
| Lake of Menteith             | Stirling              |
| Loch Merkland                | Highland              |
| Methven Loch                 | Perth and Kinross     |
| Loch nam Meur                | Highland              |
| Loch of Mey                  | Highland              |
| Loch a’ Mhadaidh             | Na h-Eileanan Siar    |
| Loch a’ Mhadaidh Mòr         | Na h-Eileanan Siar    |
| Loch a’ Mhadail              | Na h-Eileanan Siar    |
| Loch Mhoicean                | Highland              |
| Lochan a’ Mhadaidh Riabhaich | Highland              |
| Loch Mhic Ghille-chaoile     | Highland              |
| Loch Mhic Mhàirtein          | Argyll and Bute       |
| Loch Mheugaidh               | Perth and Kinross     |
| Loch Mhòr                    | Highland              |
| Loch Mhuilich                | Highland              |
| Loch a’ Mhuilinn             | Highland              |
| Loch a’ Mhuilinn             | Highland              |
| Loch a’ Mhuilinn             | Highland              |
| Loch a’ Mhuilinn             | Highland              |
| Loch a’ Mhuillinn            | Highland              |
| Loch a’ Mhuillidh            | Highland              |
| Loch a’ Mhuirt               | Highland              |
| Loch a’ Mhullaich            | Highland              |
| Loch Middle                  | Dumfries and Galloway |
| Loch Migdale                 | Highland              |
| Mill Loch                    | Dumfries and Galloway |
| Milton Loch                  | Dumfries and Galloway |
| Loch Minnoch                 | Dumfries and Galloway |
| Mire Loch                    | Scottish Borders      |
| Loch Misirich                | Highland              |
| Loch na Mnatha               | Highland              |
| Loch Moan                    | Dumfries and Galloway |
| Mochrum Loch                 | Dumfries and Galloway |
| Mochrum Loch                 | South Ayrshire        |
| Loch na Mòine                | Na h-Eileanan Siar    |
| Loch na Mòine Beag           | Na h-Eileanan Siar    |
| Loch na Mòine Buige          | Na h-Eileanan Siar    |
| Loch na Mòine Mòr            | Na h-Eileanan Siar    |
| Loch Mòine Sheilg            | Na h-Eileanan Siar    |
| Loch Monaghan                | Perth and Kinross     |
| Loch Monar                   | Highland              |
| Loch Monzievaird             | Perth and Kinross     |
| Moor Loch                    | Fife                  |
| Loch Mòr Bad an Ducharaich   | Highland              |
| Loch Mòr na Caorach          | Highland              |
| Loch Mòr Ceann na Sàile      | Highland              |
| Loch Mòr a’ Chraisg          | Highland              |
| Loch Moraig                  | Perth and Kinross     |
| Loch Morar                   | Highland              |
| Loch More                    | Highland              |
| Loch More                    | Highland              |
| Loch Morie                   | Highland              |
| Loch Morlich                 | Aberdeenshire         |
| Morton Lochs                 | Fife                  |
| Loch Moy                     | Highland              |
| Loch na Mucnaich             | Highland              |
| Loch Mudle                   | Highland              |
| Mugdock Loch                 | Stirling              |
| Loch Muick                   | Aberdeenshire         |
| Loch Muigh-bhlàraidh         | Highland              |
| Loch Mullardoch              | Highland              |

#### N
| Name                   | Council Area          |
| ---------------------- | --------------------- |
| Loch Nant              | Argyll and Bute       |
| Loch Naver             | Highland              |
| Loch Neaty             | Highland              |
| Lochan Neimhe          | Highland              |
| Loch Neldricken        | Dumfries and Galloway |
| Loch Nell              | Argyll and Bute       |
| Loch Ness              | Highland              |
| Nicholl’s Loch         | Angus                 |
| Loch an Nighe Leathaid | Highland              |
| Loch an Nid            | Na h-Eileanan Siar    |
| Loch Noir              | Morray                |
| Loch an Nostarie       | Highland              |

#### O; P; Q
| Name               | Council Area          |
| ------------------ | --------------------- |
| Loch Ob an Lochain | Highland              |
| Loch Ochiltree     | Dumfries and Galloway |
| Loch Oich          | Highland              |
| Loch na h-Oidhche  | Highland              |
| Loch Olginey       | Highland              |
| Loch Ordie         | Perth and Kinross     |
| Loch Ore           | Fife                  |
| Loch Osgaig        | Na h-Eileanan Siar    |
| Loch Ospisdale     | Highland              |
| Loch Ossian        | Highland              |
| Loch Pattack       | Highland              |
| Peerie Water       | Orkney                |
| Peppermill Dam     | Fife                  |
| Loch a’ Pheasain   | Agryl and Bute        |
| Pitlyal Loch       | Angus                 |
| Loch Phitiulais    | Highland              |
| Portmore Reservoir | Scottish Borders      |
| Loch Poulary       | Highland              |
| Punds Water        | Shetland              |
| Loch Quoich        | Highland              |

#### R
| Name                      | Council Area          |
| ------------------------- | --------------------- |
| Loch Raa                  | Highland              |
| Loch Racadal              | Argyll and Bute       |
| Loch Rangag               | Highland              |
| Loch Rannoch              | Perth and Kinross     |
| Redmyre Loch              | Perth and Kinross     |
| Rescobie Loch             | Angus                 |
| Loch Restil               | Argyll and Bute       |
| Rhifail Loch              | Highland              |
| Loch Riabhachain          | Highland              |
| Loch Riecawr              | South Ayrshire        |
| Loch Rifa-gil             | Highland              |
| Loch Rimsdale             | Highland              |
| Loch Roan                 | Dumfries and Galloway |
| Romach Loch               | Moray                 |
| Loch Romain               | Argyll and Bute       |
| Loch Rosail               | Highland              |
| Rotmell Loch              | Perth and Kinross     |
| Round Loch of Glenhead    | Dumfries and Galloway |
| Round Loch of the Dungeon | Dumfries and Galloway |
| Loch Roy                  | Argyll and Bute       |
| Loch Ruard                | Highland              |
| Loch an Ruathair          | Highland              |
| Rubislaw Quarry           | Aberdeenshire         |
| Loch na Ruighe Duibhe     | Highland              |
| Loch Rumsdale             | Highland              |
| Loch Rusky                | Stirling              |
| Loch Ruthven              | Highland              |
| Loch Ronald               | Dumfries and Galloway |

#### S
| Name                    | Council Area          |
| ----------------------- | --------------------- |
| St John’s Loch          | Highland              |
| St Margaret’s Loch      | Edinburgh             |
| St Mary’s Loch          | Scottish Borders      |
| Loch Sàinn              | Highland              |
| Loch Saird              | Highland              |
| Loch Salachaidh         | Highland              |
| Sand Loch               | Aberdeenshire         |
| Loch Sand               | Highland              |
| Sandwood Loch           | Highland              |
| Loch na Saobhaidhe      | Highland              |
| Loch Saorach            | Highland              |
| Loch of Sarclet         | Highland              |
| Loch Saugh              | Angus                 |
| Loch Scalloch           | East Ayrshire         |
| Loch Scalpaidh          | Highland              |
| Loch Scammadale         | Argyl and Bute        |
| Loch Scarmclate         | Highland              |
| Loch Scaven             | Highland              |
| Scrabster Loch          | Highland              |
| Loch Scye               | Highland              |
| Loch Sealbhanach        | Highland              |
| Loch na Sealga          | Highland              |
| Loch an t-Seana-bhaile  | Highland              |
| Loch an t-Seilg         | Highland              |
| Loch na Seilg           | Highland              |
| Loch na Seilge          | Highland              |
| Loch na Seilge          | Highland              |
| Loch an t-Seilich       | Highland              |
| Loch Sgamhain           | Highland              |
| Loch na Sgeallaig       | Highland              |
| Loch Sgeireach          | Na h-Eileanan Siar    |
| Loch Sgeireach          | Highland              |
| Lochan Sgeireach        | Highland              |
| Loch an Sgòir           | Highland              |
| Loch Sguod              | Highland              |
| Loch Shandra            | Angus                 |
| Shankston Loch          | East Ayrshire         |
| Shaws Under Loch        | Scottish Borders      |
| Shaws Upper Loch        | Scottish Borders      |
| Loch Sheilah            | Highland              |
| Loch Shield             | East Ayrshire         |
| Loch Shiel              | Highland              |
| Shielswood Loch         | Scottish Borders      |
| Loch Shin               | Highland              |
| Lochan Shira            | Argyll and Bute       |
| Loch Shurrery           | Highland              |
| Loch Sian               | Highland              |
| Loch an t-Sidhein       | Highland              |
| Loch Sionascaig         | Highland              |
| Sìor Loch               | Argyll and Bute       |
| Loch Skae               | Dumfries and Galloway |
| Loch Skeen              | Dumfries and Galloway |
| Loch Skelloch           | East Ayrshire         |
| Loch of Skene           | Aberdeenshire         |
| Skeroblin Loch          | Argyll and Bute       |
| Loch Skerrow            | Dumfries and Galloway |
| Loch Skiach             | Perth and Kinross     |
| Skyline Loch            | Highland              |
| Loch an t-Slagain       | Highland              |
| Loch Sletill            | Highland              |
| Loch Sloy               | Argyll and Bute       |
| Loch na Smeòraich       | Highland              |
| Soulseat Loch           | Dumfries and Galloway |
| Loch Spallander         | East Ayrshire         |
| Loch Spey               | Highland              |
| Loch of Spiggie         | Shetland              |
| Loch nan Spréidh        | Highland              |
| Loch Spynie             | Moray                 |
| Loch Srath nan Aisinnin | Highland              |
| Loch na Sròine Luime    | Highland              |
| Lochan Sròn Mòr         | Argyll and Bute       |
| Loch Srùban Beaga       | Highland              |
| Loch Srùban Mòra        | Highland              |
| Loch ma Stac            | Highland              |
| Loch Stack              | Highland              |
| Loch Staing             | Highland              |
| Loch Staonsaid          | Highland              |
| Loch of Stemster        | Highland              |
| Loch of Stenness        | Orkney                |
| Stevenston Loch         | East Ayrshire         |
| The Still Loch          | Argyll and Bute       |
| Stormont Loch           | Perth and Kinross     |
| Loch of Strathbeg       | Aberdeenshire         |
| Strathclyde Loch        | North Lanarkshire     |
| Loch Strathy            | Highland              |
| Loch Syre               | Highland              |

#### T
| Name                    | Council Area          |
| ----------------------- | --------------------- |
| Tangy Loch              | Argyll and Bute       |
| Loch Tarbhaidh          | Highland              |
| Loch Tarbhaidh          | Highland              |
| Loch Tarff              | Highland              |
| Loch Tarsan             | Argyll and Bute       |
| Loch Tarvie             | Highland              |
| Loch Tay                | Perth and Kinross     |
| Loch Tearnait           | Highland              |
| Loch Thom               | Inverclyde            |
| Loch Thormaid           | Highland              |
| Loch na Thuill          | Highland              |
| Loch Thulachan          | Highland              |
| Loch Tigh na Creige     | Highland              |
| Loch an Tigh Sheilg     | Highland              |
| Loch Tilt               | Perth and Kinross     |
| Loch of Toftingall      | Highland              |
| Toll Lochan             | Highland              |
| Loch Toll an Lochain    | Highland              |
| Loch Toll an Lochain    | Highland              |
| Loch Toll nam Biast     | Highland              |
| Loch Toll a’ Mhadaidh   | Highland              |
| Loch Torr na Ceàrdaich  | Highland              |
| Loch nan Torran         | Argyll and Bute       |
| Loch na Totaig          | Highland              |
| Town Loch               | Fife                  |
| Loch Tralaig            | Argyll and Bute       |
| Loch Treig              | Highland              |
| Na Tri Lochan           | Highland              |
| Loch Tromlee            | Argyll and Bute       |
| Loch Trool              | Dumfries and Galloway |
| Loch Truderscaig        | Highland              |
| Loch na Tuadh           | Highland              |
| Lochan Tuath            | Highland              |
| Lake Tuill Bhearnach    | Highland              |
| Loch an Tuill Riabhaich | Highland              |
| Loch Tuim Ghlais        | Highland              |
| Loch an Tuirc           | Highland              |
| Loch Tulla              | Argyll and Bute       |
| Loch Tullybelton        | Perth and Kinross     |
| Loch Tummel             | Perth and Kinross     |
| Loch Turret             | Perth and Kinross     |

#### U; V; W
| Name                 | Council Area          |
| -------------------- | --------------------- |
| Lochan Uaine         | Aberdeenshire         |
| Loch Uanagan         | Highland              |
| Loch Urghag          | Na h-Eileanan Siar    |
| Loch Urigill         | Highland              |
| Loch Urr             | Dumfries and Galloway |
| Loch Ussie           | Na h-Eileanan Siar    |
| Loch of Vaara        | Shetland              |
| Loch Venachar        | Stirling              |
| Loch Veyatie         | Highland              |
| Loch Voil            | Stirling              |
| Loch Vrotachan       | Aberdeenshire         |
| Loch Watten          | Highland              |
| Loch of Wester       | Highland              |
| Loch Wharral         | Angus                 |
| Loch Whinyeon        | Dumfries and Galloway |
| Loch White           | Perth and Kinross     |
| White Loch of Myrton | Dumfries and Galloway |
| Whitefield Loch      | Dumfries and Galloway |
| Loch of Winless      | Highland              |
| Woodhall Loch        | Dumfries and Galloway |

#### X; Y; Z
| Name            | Council Area     |
| --------------- | ---------------- |
| Loch of Yarrows | Highland         |
| Loch Yetholm    | Scottish Borders |
| Loch Yucal      | Highland         |

## Salzwasserlochs, alphabetisch

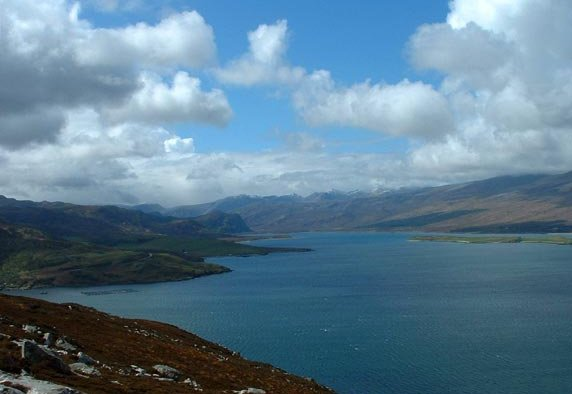
Loch Eriboll

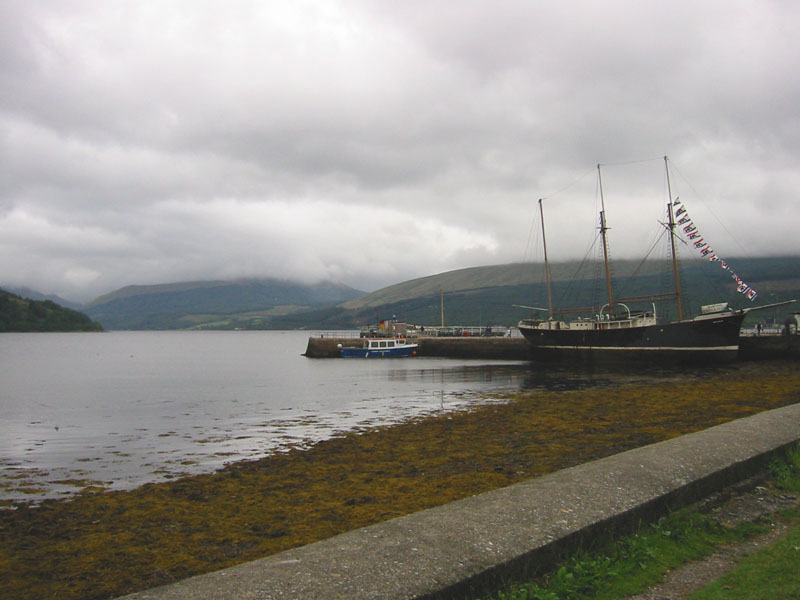
Loch Fyne

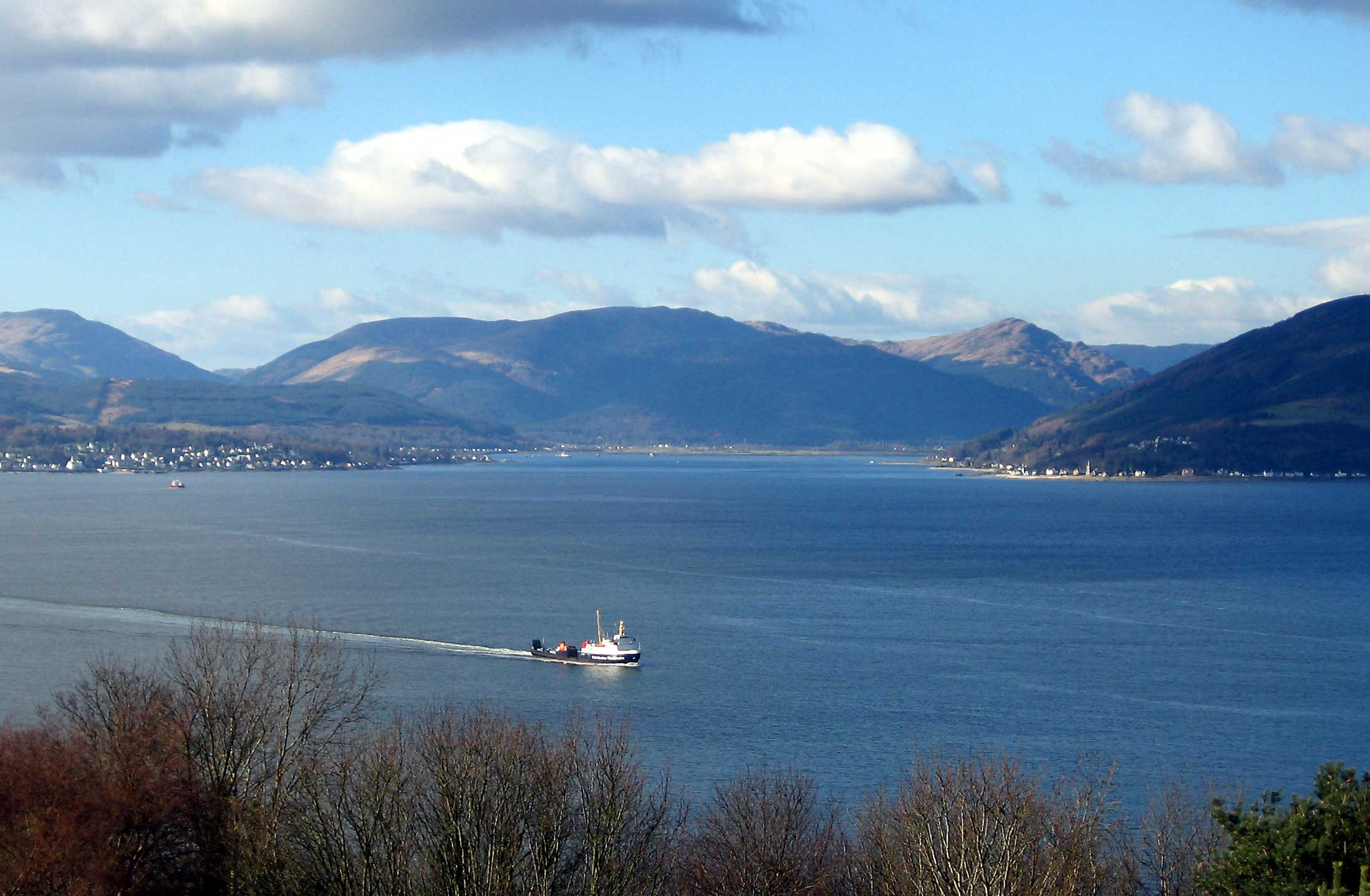
Holy Loch

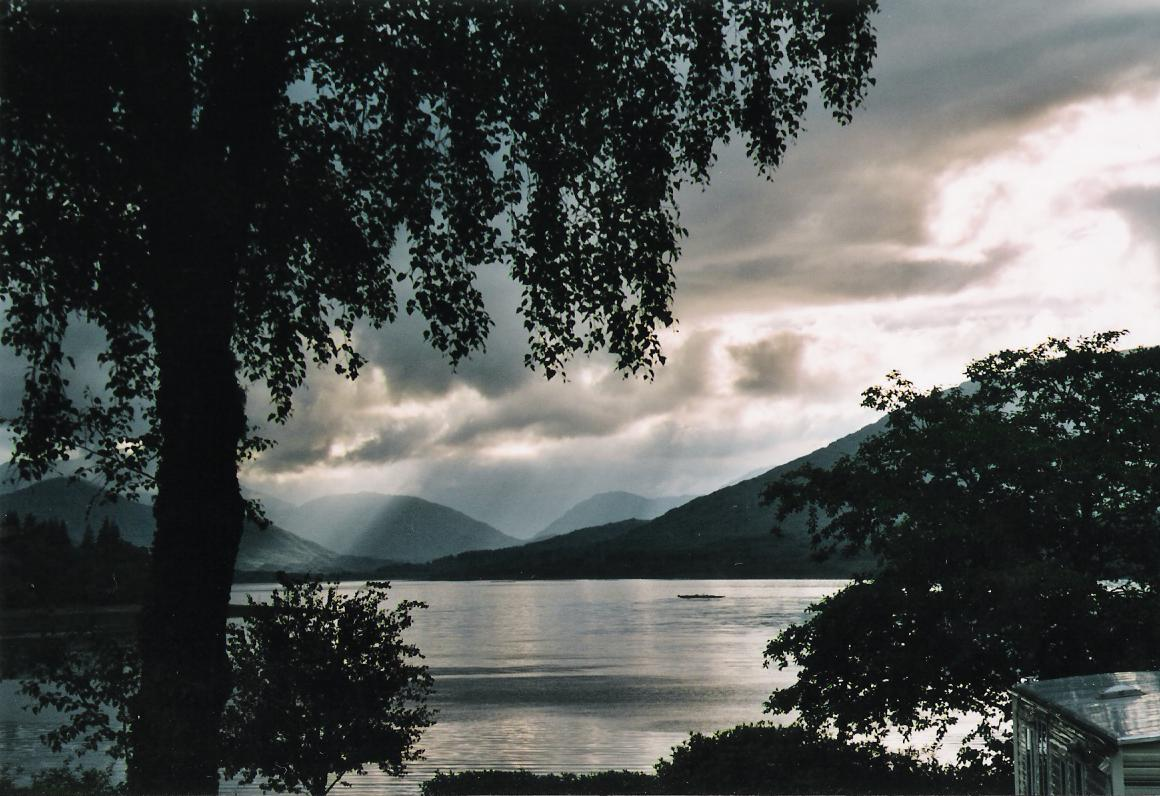
Loch Linnhe

| Name             | Council Area                    |
| ---------------- | ------------------------------- |
| Loch Ailort      | Highland                        |
| Loch Boisdale    | Na h-Eileanan Siar (South Uist) |
| Loch Bracadale   | Highland (Skye)                 |
| Loch Broom       | Highland                        |
| Loch Buie        | Argyll and Bute                 |
| Campbeltown Loch | Argyll and Bute                 |
| Loch Carron      | Highland                        |
| Loch Creran      | Argyll and Bute                 |
| Loch Crinan      | Argyll and Bute                 |
| Loch Duich       | Highland                        |
| Loch Dunvegan    | Highland (Skye)                 |
| Loch Eil         | Highland                        |
| Loch Eishort     | Highland                        |
| Loch Eriboll     | Highland                        |
| Loch Etive       | Argyll and Bute                 |
| Loch Ewe         | Highland                        |
| Loch Eynort      | Na h-Eileanan Siar (South Uist) |
| Loch Fleet       | Highland                        |
| Loch Fyne        | Argyll and Bute                 |
| Loch Gairloch    | Highland                        |
| Gare Loch        | Argyll and Bute                 |
| Loch Gilp        | Argyll and Bute                 |
| Loch Goil        | Argyll and Bute                 |
| Loch Gruinart    | Argyll and Bute (Islay)         |
| Holy Loch        | Argyll and Bute                 |
| Loch Hourn       | Highland                        |
| Loch Indaal      | Argyll and Bute (Islay)         |
| Loch Leven       | Highland                        |
| Loch Linnhe      | Highland                        |
| Loch Long        | Argyll and Bute                 |
| Loch Long        | Highland                        |
| Loch Moidart     | Highland                        |
| Loch Nevis       | Highland                        |
| Loch Riddon      | Argyll and Bute                 |
| Loch Ryan        | Dumfries and Galloway           |
| Loch Scavaig     | Highland (Skye)                 |
| Loch Scridain    | Argyll and Bute                 |
| Loch Snizort     | Highland (Skye)                 |
| Loch Striven     | Argyll and Bute                 |
| Loch Sunart      | Highland                        |
| Loch Sween       | Argyll and Bute                 |
| Loch Torridon    | Highland                        |

## Ehemalige Lochs
- In Edinburgh
  - Gogarloch – entwässert
  - Nor Loch – verfüllt
  - The Meadows